# St. Johannes der Täufer (Mauern)
Koordinaten: 48° 30′ 49,7″ N, 11° 54′ 0,3″ O
Die Pfarrkirche St. Johannes der Täufer ist die Hauptkirche der katholischen Pfarrei in Mauern im oberbayerischen Landkreis Freising. Sie gehört zum Erzbistum München und Freising.

## Geschichte
Erstmals erwähnt wird die Kirche im Jahr 899 in einer Tauschurkunde der Gräfin Irmenburc mit dem Kastuluskloster Moosburg erwähnt. Die jetzige Kirche stammt in ihrem ältesten Teil aus der Zeit um 1100.
Um 1500 hatte der damalige Mauerner Schlossbesitzer, Stephan von Rohrbach, eine etwas niedrigere Kapelle als Gruftkirche für sich und seine Nachkommen im gotischen Stile an die Kirche angebaut. Graf Hans Georg von Seyboldsdorf hat sie 1699 außen gleich hoch mit der Nordmauer der Kirche machen lassent und das gesamte Bauwerk um etwa vier Meter verlängert. Der Barockturm wurde 1711 unter Pfarrer Franz Hölderich erbaut. Später, wahrscheinlich beim Turmbau, wurde die Sakristei und vermutlich auch die Allerseelenkapelle angebaut.
Im 17. Jahrhundert errichteten die Grafen von Seyboldsdorf die unter dem Sebastianigang befindliche Gruft, in der Freifrau von Ostini im Jahr 1868 als Letzte ihre Ruhestätte fand.
Eine Innenrenovierung mit Neugestaltung des Chores fand 1992 bis 1998 statt.

## Baubeschreibung
Die Kirche ist in der Liste der Baudenkmäler in Mauern des Bayerischen Landesamtes für Denkmalpflege folgendermaßen beschrieben:
Saalbau mit geradem Chorschluss und Ostturm mit Zwiebelhaube und angeschlossenem Beinhaus, im Kern spätromanische Chorturmkirche, 12. Jahrhundert, Anbau niedrigeres Seitenschiff im Süden, 15. Jahrhundert, Barockisierung 1623 und Verlängerung Langhaus 1699, Turm mit Zwiebelhaube 1711; mit Ausstattung

Friedhofsummauerung, Ziegelmauer mit Pfeilern, spätes 19. Jahrhundert.

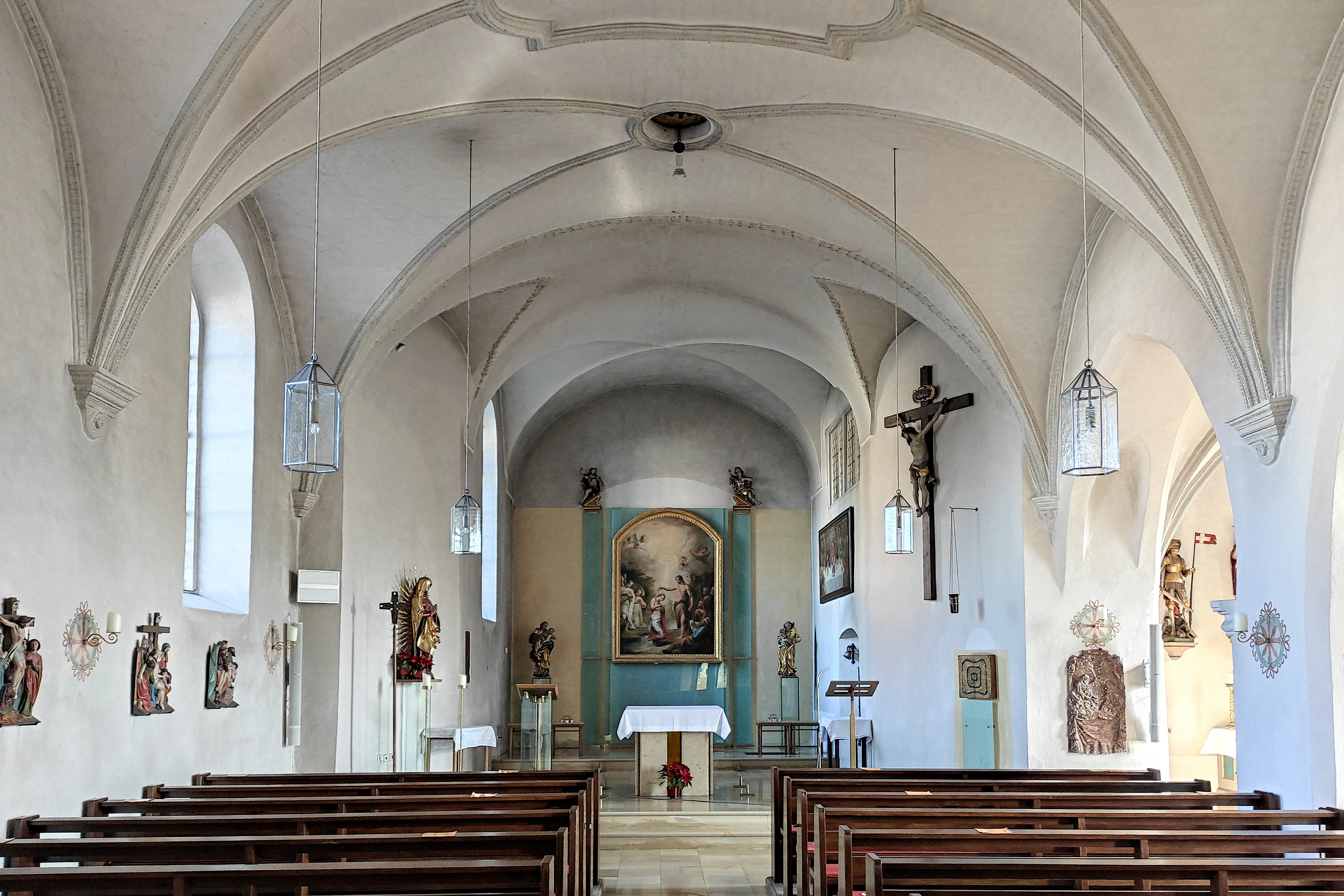
Innenraum der Kirche

## Ausstattung
Der um 1998 neugestaltete Chor zeigt an der Rückwand ein Gemälde der Taufe Christi, Anfang 19. Jahrhundert von Ignaz Alois Frey aus Freising gemalt, seitlich Rokokofiguren der Heiligen Josef und Antonius und Figur einer Schmerzhaften Maria, um 1510. An der rechten Chorwand befindet sich ein großes Abendmahlsbild, um 1750 (mit Bildnissen der Mauerner Passionsspieler), und ein Kruzifix aus der 1. Hälfte des 18. Jahrhunderts.
Im Hauptschiff findet sich eine Stichkappentonne von 1623 mit Rahmenstuck. In einer Nische im Seitenschiff Christus in der Rast, Skulptur aus der Mitte des 16. Jahrhunderts. An der Emporenbrüstung Halbfiguren Christi und zweier Apostel aus der 1. Hälfte des 18. Jahrhunderts.
Erwähnenswert sind zahlreiche, z. T. recht qualitätvolle Grabsteine des 15. bis 18. Jahrhunderts, meist aus Rotmarmor, herausragend die Epitaphien für Hans Georg von Kuttenau († 1587) und seine Frau Barbara von Preysing sowie für Maria von Freyberg († 1728).

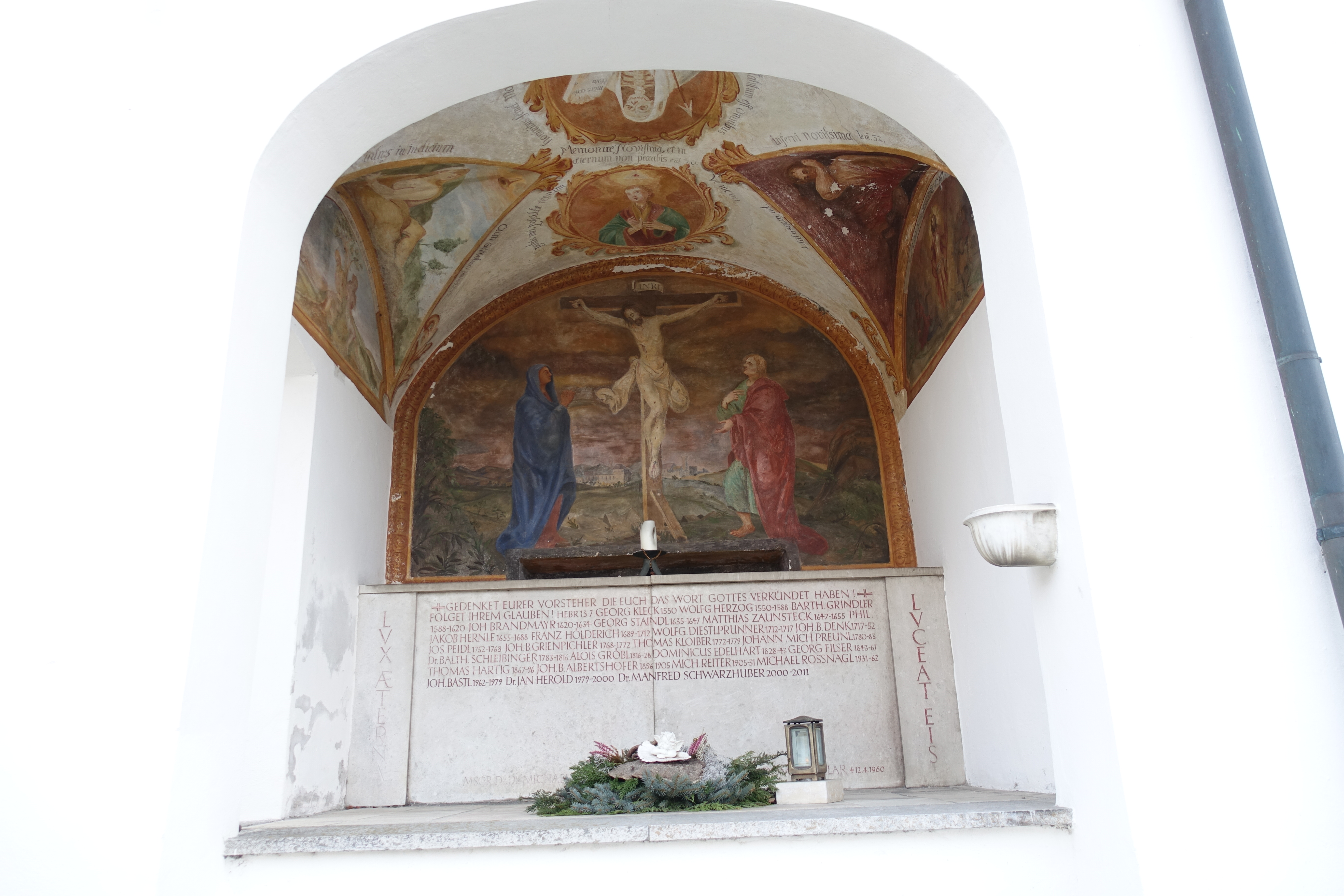
Ehemaliges Beinhaus der Kirche

Das ehemalige Beinhaus ist an die Nordseite des Turms angebaut und dient nun als Priestergrab. Die etwas derben Deckenbilder sind aus der Mitte des 18. Jahrhunderts, mit den Vier letzten Dingen; die Schildbogenmalereien zeigen Adam und Eva an den Baum der Erkenntnis (des Todes) gebunden, Christus am Kreuz und seine Auferstehung.

## Orgel
Die Orgel wurde 2002 von Thomas Jann Orgelbau, Laberweinting (op. 245)  erbaut. Sie verfügt über 17 Register auf zwei Manualen und Pedal und mechanische Spiel- und Registertraktur.
| I Hauptwerk C–g3 |            |       |
|                  | Principal  | 8′    |
|                  | Copel      | 8′    |
|                  | Octav      | 4′    |
|                  | Holzflöte  | 4′    |
|                  | Superoctav | 2′    |
|                  | Mixtur IV  | 1 ⁄3′ |

| II Schwellwerk C–g3 |                |        |
|                     | Rohrflöte      | 8′     |
|                     | Viola d. Gamba | 8′     |
|                     | Flöte          | 4′     |
|                     | Quint          | 2 ⁄3′  |
|                     | Doublette      | 2′     |
|                     | Terz           | 1 3⁄5′ |
|                     | Oboe           | 8′     |
|                     | Tremulant      |        |

| Pedal C–f1 |           |     |
|            | Subbaß    | 16′ |
|            | Octavbaß  | 08′ |
|            | Baßflöte  | 08′ |
|            | Posaunbaß | 16′ |

- Koppeln: II/I, I/P, II/P

## Geläut
Die Kirche verfügt über vier Glocken. Sie bilden die Melodielinie eines Idealquartetts. Die Glocken im Einzelnen:
| Nr. | Name                   | Material | Gussjahr | Gießer                        | Durchmesser [mm] | Schlagton | Inschrift |
| --- | ---------------------- | -------- | -------- | ----------------------------- | ---------------- | --------- | --- |
| 1.  | Michael                | Bronze   | 1949     | Rudolf Oberascher, München    | 1.190            | e1        | GEGOSSEN VON RUDOLF OBERASCHER MÜNCHEN BESCHÜTZ' MIT DEINEM SCHILD UND SCHWERT ST. MICHAEL DIE KIRCH, DEN HIRTEN UND DIE HERD. |
| 2.  |                        | Bronze   | 1745     | Anton Benedikt Ernst, München | 954              | g1        | A FULGURE ET TEMPESTATE LIBERA NOS DOMINE JESU CHRISTE FUSA AB A:B: ERNST MONACHY 1745                                         |
| 3.  | Patrona Bavariae       | Bronze   | 1949     | Rudolf Oberascher, München    | 895              | a1        | |
| 4.  | Michael - Sterbeglocke | Bronze   | 1922     | vermtl. Oberascher, München   | 785              | c2        | |